# Protium ecuadorense
Protium ecuadorense es una especie de planta con flor en la familia de las Burseraceae. Es originario de  Colombia y Ecuador . 

## Descripción
Son árboles que alcanzan los 25 metros de altura. Con hojas pinnadas o bipinnadas, pecioladas con los márgenes enteros o serrados. Inflorescencias en panículas con flores pequeñas con 3-6 sépalos, 3-6 pétalos (más largos que los sépalos) y 6-12 estambres. El fruto es una drupa globosa.

## Taxonomía
Protium ecuadorense fue descrito por Raymond Benoist y publicado en Bulletin de la Société Botanique de France 81: 324. 1934.